# Посевков, Михаил Сергеевич
Михаил Сергеевич Посевков (21 июля 1991) — российский биатлонист, призёр чемпионата России. Мастер спорта России (2013).

## Биография
Воспитанник Училища олимпийского резерва г. Барнаула. Представлял Алтайский край. На региональных соревнованиях представлял Солонешенский район.
В 2013 году завоевал бронзовую медаль чемпионата России в гонке патрулей в составе сборной Томской и Новосибирской областей и Алтайского края.
Победитель и призёр ведомственных соревнований МВД России, региональных и межрегиональных соревнований (Алтайский край, Новосибирск).
После окончания спортивной карьеры работал тренером в ДЮСШ пос. Чернушка Пермского края.